# Leeds United – Manchester United en football
La rivalité entre Leeds United et Manchester United, parfois appelée the Roses rivalry, se réfère à l'antagonisme entre deux des principaux clubs de football du Nord de l'Angleterre. The Daily Telegraph parle de cette rivalité comme « la plus intense et la plus inexplicable du football anglais ».
La rivalité a pour origine la profonde animosité entre les comtés traditionnels du Lancashire et du Yorkshire, qui étaient les deux belligérants lors de la Guerre des Deux-Roses entre 1455 et 1487. Bien que les villes de Leeds et Manchester se trouvent à plus de 60 kilomètres de distance et bien que chaque club ait développé des rivalités sportives avec d'autres équipes, la tradition est respectée et ce sentiment d'inimitié est toujours visible. Une étude indépendante de 2003 confirme cette tendance, montrant que les supporters de Leeds et Manchester considèrent respectivement Manchester et Leeds comme l'un de leurs principaux rivaux.
Par le passé, les rencontres entre les deux équipes dépassaient le cadre sportif et souvent les joueurs en venaient aux mains (comme lors de la demi-finale de la coupe d'Angleterre 1965 quand Jack Charlton et Denis Law ont échangé plusieurs coups de poing en plein match) ainsi que les supporters (les hooligans des deux clubs faisant partie des plus connus et des plus violents en Angleterre dans les années 1970). Par la suite, les rencontres entre Leeds et Manchester se font plus rares à partir des années 1980 même si les tensions sont ranimées quand Leeds est sacré champion en 1992 devant Manchester. Mais la rivalité perd en intensité à partir des années 2000, période correspondant au déclin sportif et financier de Leeds.
La situation sportive est nettement à l'avantage de Manchester United. Les Red Devils ont remporté 20 championnats et 12 coupes d'Angleterre contre respectivement 3 et 1 pour les Peacocks. Manchester a aussi remporté à trois reprises la Ligue des Champions, ce que Leeds n'a pas réussi à faire. Les Mancuniens sont également devant quant aux statistiques des confrontations ; ils ont remporté près de la moitié des matchs entre eux et les Leedsiens.

## Résultats
| #   | Date              | Compétition                              | Lieu                     | Résultat          | Buteur(s) pour Manchester                                             | Buteur(s) pour Leeds                          | Spectateurs   | Réf.    |
| --- | ----------------- | ---------------------------------------- | ------------------------ | ----------------- | --------------------------------------------------------------------- | --------------------------------------------- | ------------- | ------- |
| 1   | 21 avril 1906     | Second Division                          | Elland Road, Leeds       | LUN 3 - 1 MUN     | ?                                                                     | ?                                             | ?             | Rapport |
| 2   | 28 avril 1906     | Second Division                          | Bank Street, Manchester  | MUN 6 - 0 LUN     | ?                                                                     |                                               | ?             | Rapport |
| 3   | 20 janvier 1923   | Second Division                          | Old Trafford, Manchester | MUN 0 - 0 LUN     |                                                                       |                                               | ?             | Rapport |
| 4   | 27 janvier 1923   | Second Division                          | Elland Road, Leeds       | LUN 1 - 0 MUN     |                                                                       | ?                                             | ?             | Rapport |
| 5   | 1er décembre 1923 | Second Division                          | Elland Road, Leeds       | LUN 0 - 0 MUN     |                                                                       |                                               | ?             | Rapport |
| 6   | 8 décembre 1923   | Second Division                          | Old Trafford, Manchester | MUN 3 - 1 LUN     | ?                                                                     | ?                                             | ?             | Rapport |
| 7   | 3 octobre 1925    | First Division (10e journée)             | Elland Road, Leeds       | LUN 2 - 0 MUN     |                                                                       | Jennings · Wainscoat                          | 26 265        | Rapport |
| 8   | 13 février 1926   | First Division (29e journée)             | Old Trafford, Manchester | MUN 2 - 1 LUN     | McPherson · Sweeney                                                   | Jennings                                      | 29 584        | Rapport |
| 9   | 4 septembre 1926  | First Division (3e journée)              | Old Trafford, Manchester | MUN 2 - 2 LUN     | McPherson                                                             | Jennings · Wainscoat                          | 26 338        | Rapport |
| 10  | 22 janvier 1927   | First Division (25e journée)             | Elland Road, Leeds       | LUN 2 - 3 MUN     | McPherson · Rennox · Spence                                           | Jennings                                      | 16 816        | Rapport |
| 11  | 8 septembre 1928  | First Division (5e journée)              | Elland Road, Leeds       | LUN 3 - 2 MUN     | Johnston · Spence                                                     | Armand · Keetley · Wainscoat                  | 28 723        | Rapport |
| 12  | 19 janvier 1929   | First Division (25e journée)             | Old Trafford, Manchester | MUN 1 - 2 LUN     | Sweeney                                                               | Hart · Keetley                                | 21 280        | Rapport |
| 13  | 21 décembre 1929  | First Division (20e journée)             | Old Trafford, Manchester | MUN 3 - 1 LUN     | Ball · Hanson                                                         | Longden                                       | 15 054        | Rapport |
| 14  | 26 avril 1930     | First Division (41e journée)             | Elland Road, Leeds       | LUN 3 - 1 MUN     | Spence                                                                | Firth · Keetley                               | 10 596        | Rapport |
| 15  | 20 décembre 1930  | First Division (20e journée)             | Elland Road, Leeds       | LUN 5 - 0 MUN     |                                                                       | Furness · Turnbull · Wainscoat                | 11 282        | Rapport |
| 16  | 1er janvier 1931  | First Division (41e journée)             | Old Trafford, Manchester | MUN 0 - 0 LUN     |                                                                       |                                               | 9 875         | Rapport |
| 17  | 7 novembre 1931   | Second Division                          | Old Trafford, Manchester | MUN 2 - 5 LUN     | ?                                                                     | ?                                             | ?             | Rapport |
| 18  | 19 mars 1932      | Second Division                          | Elland Road, Leeds       | LUN 1 - 4 MUN     | ?                                                                     | ?                                             | ?             | Rapport |
| 19  | 28 novembre 1936  | First Division (17e journée)             | Elland Road, Leeds       | LUN 2 - 1 MUN     | Bryant                                                                | Stephenson · Thomson                          | 17 610        | Rapport |
| 20  | 3 avril 1937      | First Division (38e journée)             | Old Trafford, Manchester | MUN 0 - 0 LUN     |                                                                       |                                               | 34 429        | Rapport |
| 21  | 7 février 1939    | First Division (36e journée              | Old Trafford, Manchester | MUN 0 - 0 LUN     |                                                                       |                                               | 35 564        | Rapport |
| 22  | 10 avril 1939     | First Division (38e journée)             | Elland Road, Leeds       | LUN 3 - 1 MUN     | Carey                                                                 | Ainsley · Buckley · Hodgson                   | 13 771        | Rapport |
| 23  | 7 avril 1947      | First Division (37e journée)             | Maine Road, Manchester   | MUN 3 - 1 LUN     | Burke 2e 75e · Delaney 51e                                            | Cochrane 13e                                  | 41 912        | Rapport |
| 24  | 8 avril 1947      | First Division (39e journée)             | Elland Road, Leeds       | LUN 0 - 2 MUN     | Burke 30e · McGlen 70e                                                |                                               | 15 528        | Rapport |
| 25  | 27 janvier 1951   | Coupe d'Angleterre (4e tour)             | Old Trafford, Manchester | MUN 4 - 0 LUN     | ?                                                                     |                                               | ?             | Rapport |
| 26  | 17 novembre 1956  | First Division (18e journée)             | Old Trafford, Manchester | MUN 3 - 2 LUN     | Whelan · Charlton                                                     | McKenna · Charles                             | 52 402        | Rapport |
| 27  | 30 mars 1957      | First Division (37e journée)             | Elland Road, Leeds       | LUN 1 - 2 MUN     | Scanlon 34e · Charlton 88e                                            | Charles 42e                                   | 47 216        | Rapport |
| 28  | 7 septembre 1957  | First Division (5e journée)              | Old Trafford, Manchester | MUN 5 - 0 LUN     | Berry 44e 65e · Viollet 60e · Taylor 62e 69e                          |                                               | 50 842        | Rapport |
| 29  | 11 janvier 1958   | First Division (26e journée)             | Elland Road, Leeds       | LUN 1 - 1 MUN     | Viollet 37e                                                           | Baird 55e                                     | 39 401        | Rapport |
| 30  | 1er novembre 1958 | First Division (15e journée)             | Elland Road, Leeds       | LUN 1 - 2 MUN     | Scanlon 67e · Goodwin 73e                                             | Shackleton 30e                                | 48 574        | Rapport |
| 31  | 21 mars 1959      | First Division (34e journée)             | Old Trafford, Manchester | MUN 4 - 0 LUN     | Viollet 14e 60e 85eCharlton 53e (pen.)                                |                                               | 45 473        | Rapport |
| 32  | 9 septembre 1959  | First Division (6e journée)              | Old Trafford, Manchester | MUN 6 - 0 LUN     | Charlton 7e 70e · Bradley 26e 35e · Viollet 85e · Scanlon 89e         |                                               | 48 619        | Rapport |
| 33  | 16 septembre 1959 | First Division (8e journée)              | Elland Road, Leeds       | LUN 2 - 2 MUN     | Charlton · Cush                                                       | Crowe · Cush                                  | 34 048        | Rapport |
| 34  | 5 décembre 1964   | First Division (21e journée)             | Old Trafford, Manchester | MUN 0 - 1 LUN     |                                                                       | Collins                                       | 53 651        | Rapport |
| 35  | 27 mars 1965      | Coupe d'Angleterre (Demi-finale)         | Hillsborough, Sheffield  | MUN 0 - 0 LUN     |                                                                       |                                               | ?             | Rapport |
| 36  | 31 mars 1965      | Coupe d'Angleterre (Demi-finale, replay) | City Ground, Nottingham  | MUN 0 - 1 LUN     |                                                                       | ?                                             | ?             | Rapport |
| 37  | 17 avril 1965     | First Division (40e journée)             | Elland Road, Leeds       | LUN 0 - 1 MUN     | Herd                                                                  |                                               | 52 368        | Rapport |
| 38  | 12 janvier 1966   | First Division (19e journée)             | Elland Road, Leeds       | LUN 1 - 1 MUN     | Herd                                                                  | Storrie                                       | 49 672        | Rapport |
| 39  | 19 mai 1966       | First Division (40e journée)             | Old Trafford, Manchester | MUN 1 - 1 LUN     | Herd                                                                  | Reaney                                        | 35 348        | Rapport |
| 40  | 27 août 1966      | First Division (3e journée)              | Elland Road, Leeds       | LUN 3 - 1 MUN     | Best                                                                  | Lorimer · Madeley · Reaney                    | 45 092        | Rapport |
| 41  | 31 décembre 1966  | First Division (24e journée)             | Old Trafford, Manchester | MUN 0 - 0 LUN     |                                                                       |                                               | 51 578        | Rapport |
| 42  | 23 août 1967      | First Division (2e journée)              | Old Trafford, Manchester | MUN 1 - 0 LUN     | Charlton                                                              |                                               | 52 986        | Rapport |
| 43  | 8 novembre 1967   | First Division (4e journée)              | Elland Road, Leeds       | LUN 1 - 0 MUN     |                                                                       | Greenhoff                                     | 43 999        | Rapport |
| 44  | 2 novembre 1968   | First Division (17e journée)             | Old Trafford, Manchester | MUN 0 - 0 LUN     |                                                                       |                                               | 53 839        | Rapport |
| 45  | 11 janvier 1969   | First Division (27e journée)             | Elland Road, Leeds       | LUN 2 - 1 MUN     | Charlton                                                              | Jones · O'Grady                               | 48 145        | Rapport |
| 46  | 6 septembre 1969  | First Division (8e journée)              | Elland Road, Leeds       | LUN 2 - 2 MUN     | Best                                                                  | Sadler · Bremner                              | 44 271        | Rapport |
| 47  | 26 janvier 1970   | First Division (25e journée)             | Old Trafford, Manchester | MUN 2 - 2 LUN     | Kidd · Sadler                                                         | Bremner · Jones                               | 59 879        | Rapport |
| 48  | 14 mars 1970      | Coupe d'Angleterre (Demi-finale)         | Old Trafford, Manchester | MUN 0 - 0 LUN     |                                                                       |                                               | 55 000        | Rapport |
| 49  | 23 mars 1970      | Coupe d'Angleterre (Demi-finale, replay) | Villa Park, Birmingham   | MUN 0 - 0 LUN     |                                                                       |                                               | 62 500        | Rapport |
| 50  | 26 mars 1970      | Coupe d'Angleterre (Demi-finale, replay) | Burnden Park, Bolton     | MUN 0 - 1 LUN     |                                                                       |                                               | 56 000        | Rapport |
| 51  | 15 août 1970      | First Division (1er journée)             | Old Trafford, Manchester | MUN 0 - 1 LUN     |                                                                       | Jones                                         | 59 365        | Rapport |
| 52  | 17 octobre 1970   | First Division (13e journée)             | Elland Road, Leeds       | LUN 2 - 2 MUN     | Fitzpatrick · Charlton                                                | Charlton · Belfitt                            | 50 190        | Rapport |
| 53  | 30 octobre 1971   | First Division (15e journée)             | Old Trafford, Manchester | MUN 0 - 1 LUN     |                                                                       | Lorimer                                       | 53 960        | Rapport |
| 54  | 19 février 1972   | First Division (29e journée)             | Elland Road, Leeds       | LUN 5 - 1 MUN     | Burns                                                                 | Lorimer · Clarke · Jones                      | 45 399        | Rapport |
| 55  | 23 décembre 1972  | First Division (23e journée)             | Old Trafford, Manchester | MUN 1 - 1 LUN     | MacDougall                                                            | Clarke                                        | 46 382        | Rapport |
| 56  | 18 avril 1973     | First Division (39e journée)             | Elland Road, Leeds       | LUN 0 - 1 MUN     | Anderson                                                              |                                               | 45 450        | Rapport |
| 57  | 22 septembre 1973 | First Division (8e journée)              | Elland Road, Leeds       | LUN 0 - 0 MUN     |                                                                       |                                               | 47 058        | Rapport |
| 58  | 9 février 1974    | First Division (29e journée)             | Old Trafford, Manchester | MUN 0 - 2 LUN     |                                                                       | Jordan · Jones                                | 60 025        | Rapport |
| 59  | 11 octobre 1975   | First Division (12e journée)             | Elland Road, Leeds       | LUN 1 - 2 MUN     | McIlroy                                                               | Clarke                                        | 40 264        | Rapport |
| 60  | 13 mars 1976      | First Division (34e journée              | Old Trafford, Manchester | MUN 3 - 2 LUN     | Houston · Daly · Pearson                                              | Cherry · Bremner                              | 59 429        | Rapport |
| 61  | 2 octobre 1976    | First Division (8e journée)              | Elland Road, Leeds       | LUN 0 - 2 MUN     | Daly · Coppell                                                        |                                               | 44 512        | Rapport |
| 62  | 12 mars 1977      | First Division (31e journée)             | Old Trafford, Manchester | MUN 1 - 0 LUN     | Cherry                                                                |                                               | 60 612        | Rapport |
| 63  | 23 avril 1977     | Coupe d'Angleterre (Demi-finale)         | Hillsborough, Sheffield  | MUN 2 - 1 LUN     | Coppell 6e · Greenhoff 14e                                            | Clarke 71e (pen.)                             | 55 000        | Rapport |
| 64  | 24 septembre 1977 | First Division (7e journée)              | Elland Road, Leeds       | LUN 1 - 1 MUN     | Hill                                                                  | Hankin                                        | 33 514        | Rapport |
| 65  | 1er mars 1978     | First Division (29e journée)             | Old Trafford, Manchester | MUN 0 - 1 LUN     |                                                                       | Clarke                                        | 49 101        | Rapport |
| 66  | 23 août 1978      | First Division (2e journée)              | Elland Road, Leeds       | LUN 2 - 3 MUN     | McQueen · McIlroy · Macari                                            | Hart · Gray                                   | 36 845        | Rapport |
| 67  | 24 mars 1979      | First Division (34e journée)             | Old Trafford, Manchester | MUN 4 - 1 LUN     | Ritchie · Thomas                                                      | Hankin                                        | 51 191        | Rapport |
| 68  | 8 décembre 1979   | First Division (19e journée)             | Old Trafford, Manchester | MUN 1 - 1 LUN     | Thomas 90e                                                            | Connor 45e                                    | 57 478        | Rapport |
| 69  | 3 mai 1980        | First Division (42e journée)             | Elland Road, Leeds       | LUN 2 - 0 MUN     |                                                                       | Parlane 45e · Hird 90e (pen.)                 | 39 625        | Rapport |
| 70  | 20 septembre 1980 | First Division (7e journée)              | Elland Road, Leeds       | LUN 0 - 0 MUN     |                                                                       |                                               | 32 539        | Rapport |
| 71  | 28 février 1981   | First Division (32e journée              | Old Trafford, Manchester | MUN 0 - 1 LUN     |                                                                       | Flynn 90e                                     | 45 733        | Rapport |
| 72  | 30 septembre 1981 | First Division (14e journée)             | Old Trafford, Manchester | MUN 1 - 0 LUN     | Stapleton 90e                                                         |                                               | 47 019        | Rapport |
| 73  | 3 avril 1982      | First Division (34e journée)             | Elland Road, Leeds       | LUN 0 - 0 MUN     |                                                                       |                                               | 31 118        | Rapport |
| 74  | 28 août 1990      | First Division (2e journée)              | Elland Road, Leeds       | LUN 0 - 0 MUN     |                                                                       |                                               | 29 172        | Rapport |
| 75  | 8 décembre 1990   | First Division (16e journée)             | Old Trafford, Manchester | MUN 1 - 1 LUN     | Webb 49e                                                              | Sterland 55e                                  | 40 927        | Rapport |
| 76  | 10 février 1991   | Coupe de la Ligue (Demi-finale aller)    | Old Trafford, Manchester | MUN 2 - 1 LUN     | Sharpe 67e · McClair 79e                                              | White 1re                                     | 34 050        | Rapport |
| 77  | 24 février 1991   | Coupe de la Ligue (Demi-finale retour)   | Elland Road, Leeds       | LUN 0 - 1 MUN     | Sharpe 90e                                                            |                                               | 32 014        | Rapport |
| 78  | 31 août 1991      | First Division (5e journée)              | Old Trafford, Manchester | MUN 1 - 1 LUN     | Robson 85e                                                            | Chapman 7e                                    | 43 778        | Rapport |
| 79  | 29 décembre 1991  | First Division (23e journée)             | Elland Road, Leeds       | LUN 1 - 1 MUN     | Webb 46e                                                              | Sterland 80e (pen.)                           | 32 638        | Rapport |
| 80  | 8 janvier 1992    | Coupe de la Ligue (1/4 de finale)        | Elland Road, Leeds       | LUN 1 - 3 MUN     | Blackmore 31e · Kanchelskis 51e · Giggs 56e                           | Speed 1re                                     | 28 886        | Rapport |
| 81  | 15 janvier 1992   | Coupe d'Angleterre (3e tour)             | Elland Road, Leeds       | LUN 0 - 1 MUN     | Hughes 4e                                                             |                                               | 31 819        | Rapport |
| 82  | 6 septembre 1992  | Premier League (4e journée)              | Old Trafford, Manchester | MUN 2 - 0 LUN     | Kanchelskis 28e · Bruce 44e                                           |                                               | 31 296        | Rapport |
| 83  | 8 février 1993    | Premier League (24e journée)             | Elland Road, Leeds       | LUN 0 - 0 MUN     |                                                                       |                                               | 34 166        | Rapport |
| 84  | 1er janvier 1994  | Premier League (18e journée)             | Old Trafford, Manchester | MUN 0 - 0 LUN     |                                                                       |                                               | 44 724        | Rapport |
| 85  | 27 avril 1994     | Premier League (38e journée)             | Elland Road, Leeds       | LUN 0 - 2 MUN     | Kanchelskis 47e · Giggs 85e                                           |                                               | 41 125        | Rapport |
| 86  | 11 septembre 1994 | Premier League (3e journée)              | Elland Road, Leeds       | LUN 2 - 1 MUN     | Cantona 74e (pen.)                                                    | Wetherall 13e · Deane 49e                     | 39 396        | Rapport |
| 87  | 19 février 1995   | Coupe de d'Angleterre (1/8 de finale)    | Old Trafford, Manchester | MUN 3 - 1 LUN     | Bruce 1re · McClair 4e · Hughes 71e                                   | Yeboah 53e                                    | 42 744        | Rapport |
| 88  | 2 avril 1995      | Premier League (31e journée)             | Old Trafford, Manchester | MUN 0 - 0 LUN     |                                                                       |                                               | 43 712        | Rapport |
| 89  | 24 décembre 1995  | Premier League (16e journée)             | Elland Road, Leeds       | LUN 3 - 1 MUN     | Cole 27e                                                              | McAllister 7e (pen.) · Yeboah 37e · Deane 73e | 39 801        | Rapport |
| 90  | 17 avril 1996     | Premier League (35e journée)             | Old Trafford, Manchester | MUN 1 - 0 LUN     | Keane 72e                                                             |                                               | 48 382        | Rapport |
| 91  | 7 septembre 1996  | Premier League (4e journée)              | Elland Road, Leeds       | LUN 0 - 4 MUN     | Martyn 3e (csc) · Butt 49e · Poborský 77e · Cantona 90e               |                                               | 39 694        | Rapport |
| 92  | 28 décembre 1996  | Premier League (19e journée)             | Old Trafford, Manchester | MUN 1 - 0 LUN     | Cantona 9e (pen.)                                                     |                                               | 55 256        | Rapport |
| 93  | 27 septembre 1997 | Premier League (6e journée)              | Elland Road, Leeds       | LUN 1 - 0 MUN     |                                                                       | Wetherall 34e                                 | 39 952        | Rapport |
| 94  | 4 mai 1998        | Premier League (37e journée)             | Old Trafford, Manchester | MUN 3 - 0 LUN     | Giggs 6e · Irwin 31e (pen.) · Beckham 58e                             |                                               | 55 167        | Rapport |
| 95  | 29 novembre 1998  | Premier League (15e journée)             | Old Trafford, Manchester | MUN 3 - 2 LUN     | Solskjær 45e · Keane 46e · Butt 77e                                   | Hasselbaink 29e · Kewell 52e                  | 55 172        | Rapport |
| 96  | 25 avril 1999     | Premier League (36e journée              | Elland Road, Leeds       | LUN 1 - 1 MUN     | Cole 56e                                                              | Hasselbaink 32e                               | 40 255        | Rapport |
| 97  | 14 août 1999      | Premier League (2e journée)              | Old Trafford, Manchester | MUN 2 - 0 LUN     | Yorke 76e 80e                                                         |                                               | 55 187        | Rapport |
| 98  | 20 février 2000   | Premier League (23e journée)             | Elland Road, Leeds       | LUN 0 - 1 MUN     | Cole 52e                                                              |                                               | 40 160        | Rapport |
| 99  | 21 octobre 2000   | Premier League (9e journée)              | Old Trafford, Manchester | MUN 3 - 0 LUN     | Yorke 41e · Beckham 50e · Jones 83e (csc)                             |                                               | 67 525        | Rapport |
| 100 | 3 mars 2001       | Premier League (28e journée)             | Elland Road, Leeds       | LUN 1 - 1 MUN     | Chadwick 64e                                                          | Viduka 84e                                    | 40 055        | Rapport |
| 101 | 27 octobre 2001   | Premier League (10e journée)             | Old Trafford, Manchester | MUN 1 - 1 LUN     | Solskjær 89e                                                          | Viduka 77e                                    | 67 555        | Rapport |
| 102 | 30 mars 2002      | Premier League (31e journée)             | Elland Road, Leeds       | LUN 3 - 4 MUN     | Scholes 9e · Solskjær 37e 39e · Giggs 55e                             | Viduka 20e · Harte 62e · Bowyer 80e           | 40 058        | Rapport |
| 103 | 14 septembre 2002 | Premier League (6e journée)              | Elland Road, Leeds       | LUN 1 - 0 MUN     |                                                                       | Kewell 66e                                    | 39 622        | Rapport |
| 104 | 5 mars 2003       | Premier League (29e journée)             | Old Trafford, Manchester | MUN 2 - 1 LUN     | Radebe 20e (csc) · Silvestre 79e                                      | Viduka 64e                                    | 67 135        | Rapport |
| 105 | 18 octobre 2003   | Premier League (8e journée)              | Elland Road, Leeds       | LUN 0 - 1 MUN     | Keane 81e                                                             |                                               | 40 153        | Rapport |
| 106 | 28 octobre 2003   | Coupe de la Ligue (3e tour)              | Elland Road, Leeds       | LUN 2 - 3 a.p MUN | Bellion 78e · Forlán 108e · Djemba-Djemba 117e                        | Júnior 49e 114e                               | 37 546        | Rapport |
| 107 | 21 février 2004   | Premier League (25e journée)             | Old Trafford, Manchester | MUN 1 - 1 LUN     | Scholes 64e                                                           | Smith 67e                                     | 67 744        | Rapport |
| 108 | 3 janvier 2010    | Coupe d'Angleterre (3e tour)             | Old Trafford, Manchester | MUN 0 - 1 LUN     |                                                                       | Beckford 19e                                  | 74 526        | Rapport |
| 109 | 20 septembre 2011 | Coupe de la Ligue (3e tour)              | Elland Road, Leeds       | LUN 0 - 3 MUN     | Owen 15e 32e · Giggs 45e                                              |                                               | 31 031        | Rapport |
| 110 | 20 décembre 2020  | Premier League (14e journée)             | Old Trafford, Manchester | MUN 6 - 2 LUN     | McTominay 2e 3e · Fernandes 20e 70e (pen.) · Lindelöf 37e · James 66e | Cooper 42e · Dallas 73e                       | 0 (huis-clos) | Rapport |
| 111 | 25 avril 2021     | Premier League (33e journée)             | Elland Road, Leeds       | LUN 0 - 0 MUN     |                                                                       |                                               | 0 (huis-clos) | Rapport |
| 112 | 14 août 2021      | Premier League (1er journée)             | Old Trafford, Manchester | MUN 5 - 1 LUN     | Fernandes 30e 54e 60e · Greenwood 52e · Fred 68e                      | Ayling 49e                                    | 72 732        | Rapport |
| 113 | 20 février 2022   | Premier League (26e journée)             | Elland Road, Leeds       | LUN 2 - 4 MUN     | Maguire 34e · Fernandes 45+5e · Fred 70e · Elanga 88e                 | Rodrigo 53e · Raphinha 54e                    | 36 715        | Rapport |
| 114 | 8 février 2023    | Premier League (8e journée)              | Old Trafford, Manchester | MUN 2 - 2 LUN     | Rashford 62e · Sancho 70e                                             | Gnonto 1re · Varane 48e (csc)                 | 73 456        | Rapport |
| 115 | 12 février 2023   | Premier League (23e journée)             | Elland Road, Leeds       | LUN 0 - 2 MUN     | Rashford 80e · Garnacho 85e                                           |                                               | 36 919        | Rapport |
| 116 | 3 janvier 2026    | Premier League (20e journée)             | Elland Road, Leeds       | LUN - MUN         |                                                                       |                                               |               | Rapport |
| 117 | 11 avril 2026     | Premier League (32e journée)             | Old Trafford, Manchester | MUN - LUN         |                                                                       |                                               |               | Rapport |

## Statistiques

### Bilan
au 13 février 2023
| Compétition                   | Matchs | Victoires de Manchester | Matchs nuls | Victoires de Leeds | Buts pour Manchester | Buts pour Leeds |
| ----------------------------- | ------ | ----------------------- | ----------- | ------------------ | -------------------- | --------------- |
| Premier League/First Division | 92     | 39                      | 31          | 22                 | 136                  | 98              |
| Championship/Second division  | 8      | 4                       | 2           | 2                  | 13                   | 11              |
| Coupe d'Angleterre            | 10     | 4                       | 3           | 3                  | 10                   | 5               |
| Coupe de la Ligue             | 5      | 5                       | 0           | 0                  | 12                   | 4               |
| Total                         | 115    | 52                      | 36          | 27                 | 171                  | 118             |

| Compétition                   | Matchs | Victoires de Manchester | Matchs nuls | Victoires de Leeds | Buts pour Manchester | Buts pour Leeds |
| ----------------------------- | ------ | ----------------------- | ----------- | ------------------ | -------------------- | --------------- |
| Premier League/First Division | 46     | 23                      | 16          | 7                  | 78                   | 36              |
| Championship/Second division  | 4      | 1                       | 1           | 2                  | 5                    | 9               |
| Coupe d'Angleterre            | 3      | 2                       | 0           | 1                  | 7                    | 2               |
| Coupe de la Ligue             | 1      | 1                       | 0           | 0                  | 2                    | 1               |
| Total                         | 54     | 27                      | 17          | 10                 | 92                   | 48              |

| Compétition                   | Matchs | Victoires de Manchester | Matchs nuls | Victoires de Leeds | Buts pour Manchester | Buts pour Leeds |
| ----------------------------- | ------ | ----------------------- | ----------- | ------------------ | -------------------- | --------------- |
| Premier League/First Division | 46     | 16                      | 15          | 15                 | 58                   | 62              |
| Championship/Second division  | 4      | 3                       | 1           | 0                  | 8                    | 2               |
| Coupe d'Angleterre            | 1      | 1                       | 0           | 0                  | 1                    | 0               |
| Coupe de la Ligue             | 4      | 4                       | 0           | 0                  | 10                   | 3               |
| Total                         | 55     | 24                      | 16          | 15                 | 77                   | 67              |

| Compétition        | Matchs | Victoires de Manchester | Matchs nuls | Victoires de Leeds | Buts pour Manchester | Buts pour Leeds |
| ------------------ | ------ | ----------------------- | ----------- | ------------------ | -------------------- | --------------- |
| Coupe d'Angleterre | 6      | 1                       | 3           | 2                  | 2                    | 3               |
| Total              | 6      | 1                       | 3           | 2                  | 2                    | 3               |

| Stade          | Matchs | Victoires de Manchester | Matchs nuls | Victoires de Leeds | Buts pour Manchester | Buts pour Leeds |
| -------------- | ------ | ----------------------- | ----------- | ------------------ | -------------------- | --------------- |
| Old Trafford   | 52     | 27                      | 17          | 9                  | 91                   | 44              |
| Elland Road    | 55     | 23                      | 16          | 15                 | 75                   | 67              |
| Terrain neutre | 8      | 2                       | 3           | 3                  | 5                    | 7               |
| Total          | 115    | 52                      | 36          | 27                 | 171                  | 118             |

## Palmarès
| Équipe            | Championnats   | Coupes nationales | Coupes nationales | Coupes nationales | Coupes européennes  | Coupes européennes | Coupes européennes | Coupes européennes   | Coupe mondiaux          | Coupe mondiaux           | Total |
| Équipe            | Premier League | Coupe d'Angletrre | Coupe de la Ligue | Community Shield  | Ligue des champions | Coupe des coupes   | Ligue Europa       | Supercoupe de l'UEFA | Coupe intercontinentale | Coupe du monde des clubs | Total |
| ----------------- | -------------- | ----------------- | ----------------- | ----------------- | ------------------- | ------------------ | ------------------ | -------------------- | ----------------------- | ------------------------ | ----- |
| Manchester United | 20             | 13                | 6                 | 21                | 3                   | 1                  | 1                  | 1                    | 1                       | 1                        | 68    |
| Leeds United      | 3              | 1                 | 1                 | 2                 | 0                   | 0                  | 0                  | 0                    | 0                       | 0                        | 7     |
| Total             | 23             | 14                | 7                 | 23                | 3                   | 1                  | 1                  | 1                    | 1                       | 1                        | 75    |

## Navigation